# Georg-Wilhelm Postel

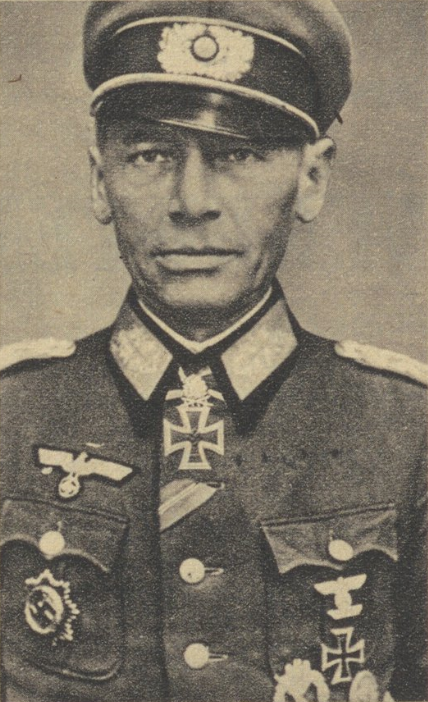
Generalleutnant Georg Wilhelm Postel

Georg-Wilhelm Postel (* 25. April 1896 in Zittau; † 20. September 1953 in Schachty, Sowjetunion) war ein deutscher Generalleutnant im Zweiten Weltkrieg.

## Leben
Postel trat am 20. August 1914 als Fahnenjunker in das Infanterie-Regiment „Graf Schwerin“ (3. Pommersches) Nr. 14 ein, wurde jedoch bereits nach kurzer Zeit zum Infanterie-Regiment Nr. 134 versetzt, mit dem er als Leutnant (29. September 1915) am Ersten Weltkrieg teilnahm. Ihm wurden beide Klassen des Eisernen Kreuzes verliehen.
Bei der Bildung des 100.000-Mann-Heeres der Reichswehr wurde Postel in das 10. (Sächsische) Infanterie-Regiment übernommen und als Kompanieoffizier eingesetzt. Mit Wirkung zum 1. April 1925 erfolgte die Beförderung zum Oberleutnant. Oktober 1926 diente Postel im Stab der 4. Division und durchlief die Führergehilfenausbildung. Danach übernahm er mit Oktober 1928 die 8. MG-Kompanie des 11. (Sächsisches) Infanterie-Regiments und wurde schließlich im November 1930 Hauptmann. In dieser Funktion blieb er noch weitere Jahre, zuletzt ab Dezember 1935 als Major. Postel wurde dann ab April 1936 als Lehrer an der Kriegsschule München verwendet und dort am 1. Januar 1939 zum Oberstleutnant befördert.
Bei Beginn des Zweiten Weltkriegs 1939 führte Postel das II. Bataillon des Infanterieregiments 109 der 25. Infanterie-Division, war ab 11. Januar 1940 Bataillonskommandeur im Infanterieregiment 433 und ab 30. April 1940 im Infanterieregiment 364 der 161. Infanterie-Division, wo er sich mit seiner Einheit im Frankreichfeldzug auszeichnete. Am 5. Juli 1940 übertrug man ihm daher die Regimentsführung, die er bis zum 24. August 1942 beibehielt.
Im Krieg gegen die Sowjetunion erlitt die Division in den Abwehrkämpfen um Rschew schwere Verluste und musste zur Auffrischung nach Frankreich verlegt werden. Postel erhielt am 9. August 1942 das Ritterkreuz des Eisernen Kreuzes verliehen.
Nach einer Phase in der Führerreserve des Heeres wurde Postel am 2. Dezember 1942 mit der Führung der 320. Infanterie-Division beauftragt, die zur Jahreswende 1942/43 nördlich von Kupjansk von einer sowjetischen Offensive erfasst wurde. Am 1. Januar 1943 erfolgte seine Beförderung zum Generalmajor und die Ernennung zum Divisionskommandeur. Im Januar und Februar 1943 kämpfte sich seine Division über Stary Oskol auf Krasnograd zurück und führte im März erfolgreiche Gegenangriffe in Richtung auf Charkow durch. Am 28. März 1943 erhielt Postel für diese Leistungen das 215. Eichenlaub zum Ritterkreuz des Eisernen Kreuzes und wurde Anfang September 1943 Generalleutnant. Nach den schweren Rückzugskämpfen aus der Ostukraine über den Dnjepr hinweg stand die 320. Infanterie-Division im Januar und Februar 1944 im Raum Kirowohrad und dann südlich Tscherkassy im Einsatz. Für die erneuten Abwehrerfolge und seine Führungsleistungen wurde Postel am 28. März 1944 mit den 57. Schwertern zum Ritterkreuz des Eisernen Kreuzes ausgezeichnet.
Im Juli 1944 gab Postel seine Division ab und übernahm die Führung des XXX. Armeekorps, das in Bessarabien am Fluss Dnjestr im Raum Tiraspol stand. Sein bisheriger Kommandierender General, General der Artillerie Maximilian Fretter-Pico übernahm an dem Tag die Führung der 6. Armee. Am 20. August 1944 erfolgte in der Operation Jassy-Kischinew aus dem Brückenkopf bei Tiraspol der Großangriff der Sowjets unter Armeegeneral Tolbuchin. Durch einen Zangenangriff geriet die deutsche 6. Armee bei ihrem Rückzug südwestlich von Kischinew und Husi in einen Kessel und wurde fast vollständig aufgerieben, mit ihr die 320. Infanterie-Division und das XXX. Armeekorps. General Postel geriet dabei am 30. August 1944 in sowjetische Kriegsgefangenschaft. Postel verstarb 1953 im Kriegsgefangenenlager Schachty.